# Autoserica distinguenda
Autoserica distinguenda är en skalbaggsart som beskrevs av Louis Albert Péringuey 1904. Autoserica distinguenda ingår i släktet Autoserica och familjen Melolonthidae. Inga underarter finns listade.